# Dama de pantomima

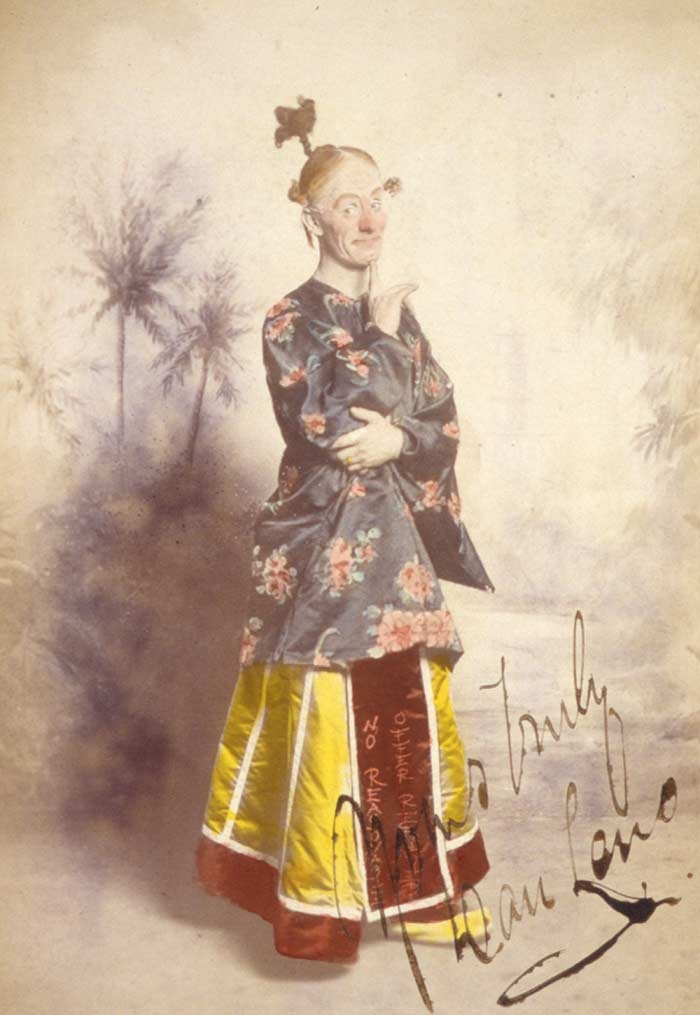
Dan Leno como Widow Twankey en Aladdin en el Theatre Royal, Drury Lane (1896)

Una dama de pantomima es un rol tradicional en la pantomima británica. Es parte de la tradición teatral de la representación travesti de personajes femeninos por actores masculinos vinculado al arte drag. Los personajes a menudo son interpretados en un estilo marcadamente camp o por hombres que actúan como marimachos con ropa de mujer. Por lo general, usan mucho maquillaje y pelucas grandes, tienen características físicas exageradas y se desempeñan con un estilo exagerado.

## Personajes
Los personajes que se interpretan como damas de pantomima son a menudo, aunque no exclusivamente, mujeres matronas mayores. Pueden ser la madre del protagonista, como en Jack y las habichuelas mágicas y Robinson Crusoe, o una niñera del protagonista, como en La bella durmiente y Blancanieves. Aunque a menudo son personajes cálidos y comprensivos, las damas también pueden emplearse como antagonistas cómicas, como con las Hermanas Feas en La Cenicienta . Aunque algunas pantomimas tradicionalmente no contienen roles femeninos estándar, ciertas producciones de esas historias agregan un personaje femenino, por ejemplo, en muchas versiones de Peter Pan . Otros ejemplos de personajes femeninos incluyen:
- Viuda Twankey, la madre de Aladino en las versiones de pantomima.
- Mamá Oca
- La niñera o enfermera en Babes in the Woods
- El cocinero en Richard Whittington
- La reina de El Gato con Botas
- La madre de Ricitos de Oro y los tres osos, que dirige un circo en muchas versiones de la pantomima.[3]

## Damas de pantomima notables
- Peter Alexander - (nacido en 1952) Dama notable en pantomimas en Yorkshire.
- Stanley Baxter - (nacido en 1926) actor e impresionista escocés galardonado, famoso por sus lujosas producciones, especialmente en The King's Theatre, Glasgow
- Douglas Byng - (1893–1988) Una dama legendaria que apareció en más de 50 pantomimas, Byng también fue una destacada artista de cabaret y revista. Fue la primera dama glamorosa y diseñó todos sus propios disfraces.
- Christopher Biggins - (nacido en 1948) personalidad de la televisión, actor
- Steven Blakeley - (nacido en 1982) Blakeley ha aparecido en numerosas pantomimas en el Theatre Royal Windsor
- Herbert Campbell (1844-1904) una dama de pantomima muy popular junto a Dan Leno en el Theatre Royal Drury Lane .
- Les Dawson - (1931-1993) comediante inglés, recordado por su estilo inexpresivo y personalidad cascarrabias.
- Norman Evans - (1901-1962) "La dama distintiva de Evans se desarrolló a partir de la vecina entrometida Fanny Fairbottom, un personaje que interpretó en el programa de bocetos Mr Tower of London . Fanny fue muy popular y supuestamente inspiró a Les Dawson a crear el personaje de Ada "[4]
- Rikki Fulton - (1924-2004) Actor y comediante escocés galardonado que también hizo numerosas apariciones en pantomimas escocesas, especialmente en The King's Theatre, Glasgow
- Patrick Fyffe - (1942-2002) Creador de Dame Hilda Bracket, la mitad de Hinge and Bracket.
- Shaun Glenville - (1884-1968), tuvo una carrera de 50 años en la pantomima, a menudo frente a su esposa Dorothy Ward .
- Chris Harris - (1942–2014) Dama en el Theatre Royal, Bath durante muchos años, y escritor y director de muchas pantomimas.
- Melvyn Hayes - (nacido en 1935) personalidad de la televisión, actor conocido por interpretar a Gunner / Bombardier 'Gloria' Beaumont en It Ain't Half Hot Mum de BBC TV.
- John Inman - (1935–2007) Actor de comedia de campamento conocido por interpretar al Sr. Humphries en la serie de BBC TV Are You Being Served?[5]
- Berwick Kaler - (nacido en 1947) En la actualidad, el más veterano de Gran Bretaña, Kaler ha interpretado a su dama extremadamente no-campista en el York Theatre Royal desde 1977
- George Lacy - (1904-1989) - Ampliamente considerada como la mejor dama de su generación y el creador de los múltiples cambios de vestuario de la dama.[6]
- Danny La Rue - (1927–2009) Artista británico nacido en Irlanda conocido por su canto y su imitación femenina
- Dave Lee : (1948-2012) comediante británico conocido por su trabajo en pantomimas alrededor de Kent.
- Dan Leno : (1860-1904) una legendaria dama de pantomima, cuyo fantasma se dice que ronda el Theatre Royal Drury Lane .[7]
- John Linehan (nacido en 1952): actor y dama de pantomima de Irlanda del Norte, más conocido como el personaje de May McFettridge. Dama residente en la Grand Opera House, Belfast .
- GS Melvin - (1886–1946) Dama de pantomima escocesa famosa por su canción "I'm Happy When I'm Hiking".
- Horace Mills : (1864-1941) dama de pantomima británica de principios del siglo XX, especialmente en el Prince's Theatre de Bristol.
- Jimmy O'Dea - (1899–1965) actor irlandés y retratador de Biddy Mulligan el orgullo de los Coombe en pantomimas de Dublín
- Paul O'Grady - (nacido en 1955) comediante y actor británico presentador de la serie de televisión de chat durante el día, The Paul O'Grady Show y su alter ego cómico drag queen, Lily Savage.
- Nick Wilton - (nacido en 1957) actor y guionista inglés, ha sido una dama profesional cada Navidad desde 2000.
- Shaun Prendergast (nacido en 1958) - Dama residente en Lyric Theatre, Hammersmith desde 2010. Ha sido citado en el Daily Telegraph como "la mejor y más divertida dama de pantomima de Londres".
- Harry "Little Tich" Relph - (1867-1928) Se destacó por sus diversos personajes, incluidos La señora española, El gendarme y El recaudador de impuestos, pero su rutina más popular fue su baile Big Boot, en el que participaron un par de 28 -Botas de pulgadas.
- Clive Rowe - (nacido en 1964) regularmente interpreta a Dame en el Hackney Empire y fue nominado para un premio Olivier en 2008 por su actuación en 'Mother Goose' en dicho lugar.
- Kenneth Alan Taylor - (nacido en 1937) interpretó a la dama de pantomima durante muchos años en sus propias producciones en Nottingham Playhouse
- Tommy Trafford - (1927–1993) comediante de Lancashire y célebre dama de pantomima.
- Jack Tripp - (1922–2005) actor cómico, cantante y bailarín inglés que apareció en revistas y programas de variedades junto al mar.